# ألان ماين
ألان ماين (بالإنجليزية: Alan Main)‏ هو لاعب كرة قدم بريطاني في مركز حراسة المرمى، ولد في 5 ديسمبر 1967 في إلغين في المملكة المتحدة. شارك مع منتخب اسكتلندا تحت 21 سنة لكرة القدم. أما مع النوادي، فقد لعب مع دندي يونايتد وسانت جونستون ونادي آير يونايتد ونادي ستيرلينغشير الشرقية ونادي كاودينبيث ونادي ليفينغستون.

## وصلات خارجية
- ألان ماين على موقع قاعدة بيانات كرة القدم.إي يو (الإنجليزية)
- ألان ماين على موقع Soccerbase.com (لاعب) (الإنجليزية)